# 吴志良
吴志良（葡萄牙語：Wu Zhiliang，1964年7月—），男，广东连平人，澳門基金會行政委員會主席，澳门教科文中心主任，澳门公共行政管理学会、澳门成人教育学会会长，澳门大学、广西大学兼职教授，南京大学、暨南大学客座教授。第十三届全国政协委员，第十三届全国政协港澳台侨委员会委员。

## 生平
1964年7月生于廣東省河源市連平縣。1985年毕业于北京外国语学院葡萄牙语专业，1986年赴葡萄牙，先后在里斯本大学文学院、葡萄牙天主教大学进修法律专业，期间任《澳门日报》特约记者。1991年在澳门东亚大学完成两年公共行政课程，1997年获南京大学历史学博士学位。1988年返回澳门并加入澳门基金会，历任管理委员会委员、管理委员会主席、行政委员会委员，2010年出任行政委员会主席。 2018年任全国政协委员。

## 著作
1993年起先后主编《澳门论丛》、《新澳门论丛》、《濠海丛刊》、《澳门法律丛书》等，合作主编《澳门丛书》、《澳门艺术丛书》、《澳门文学丛书》、《澳门特别行政区法律丛书》、《粤澳公牍录存》、《澳门总览》、《澳门百科全书》、《明清时期澳门问题档案文献汇编》、《粤澳关系史》、《澳门历史新说》、《澳门编年史》、《澳门史新编》、《葡萄牙外交部藏葡国驻广州总领事馆档案》和列国汉学史书系等。著有《葡萄牙印象》、《澳门政制》、《青年与澳门未来》、《东西交汇看澳门》、《一个没有悲情的城市》、《生存之道——论澳门政治制度与政治发展》、《澳门政治发展史》、《澳门政治制度史》（以上三本书为作者博士学位论文改写）、《悦读澳门》等，合著《澳门政治社会研究》、《镜海缥缈》、《东西望洋》、《过十字门》、《早期澳门史论》等。 2009年起协同主编《澳门蓝皮书》。